# Lirici greci (Quasimodo)
(Saffo, Tramontata è la luna)
I Lirici greci è una silloge di traduzioni di versi di poeti classici greci pubblicato nel 1940 per le edizioni Corrente con un saggio critico di Luciano Anceschi. L'opera ha una valenza di opera poetica originale, tanto da destare un acceso confronto tra chi ne disapprovava la libertà delle traduzioni e chi ne apprezzava la modernità del linguaggio. Verrà in seguito più volte ripubblicata.

## Struttura
L'opera si compone di tre parti, contenenti vari frammenti da (in ordine di apparizione) Saffo, Alceo, Anacreonte, Ibico, Alcmane, Archiloco, Simonide di Ceo, Mimnermo e poeti minori.
Saffo
- Inno ad Afrodite
- Simile agli Dei
- Invito all'Erano
- Plenilunio
- A Gongila
- Tramontata è la luna
- E dì e nel tempo
- Sulle belle chiome metti ghirlande
- Ho parlato in sogno
- Sulla tenera erba appena nata
- Il commiato (Vorrei essere morta)
- Ad Ermes
- Ad Attis, l'amica lontana

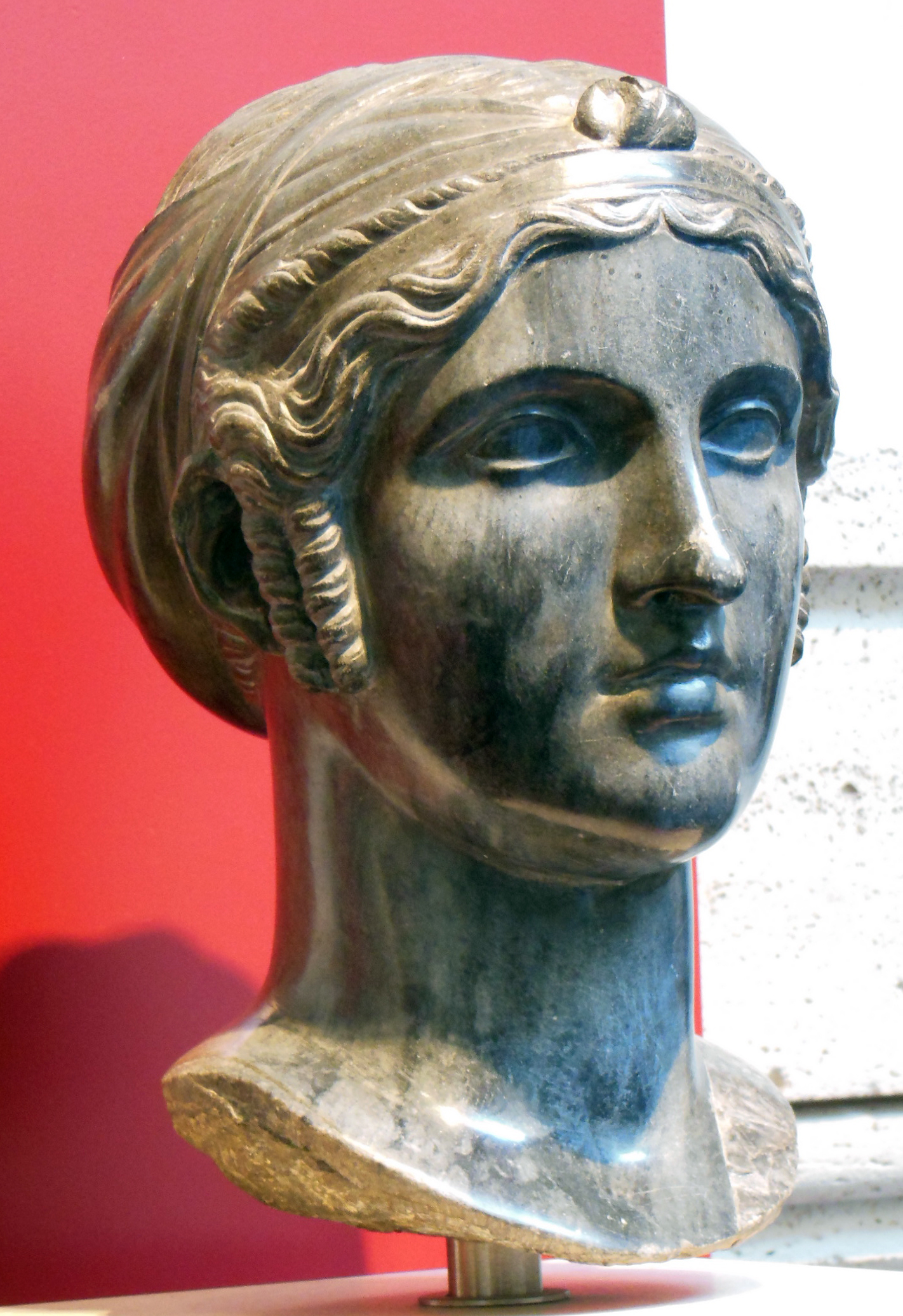
Testa della cosiddetta "Saffo" presso il Palazzo Massimo alle Terme (Roma)

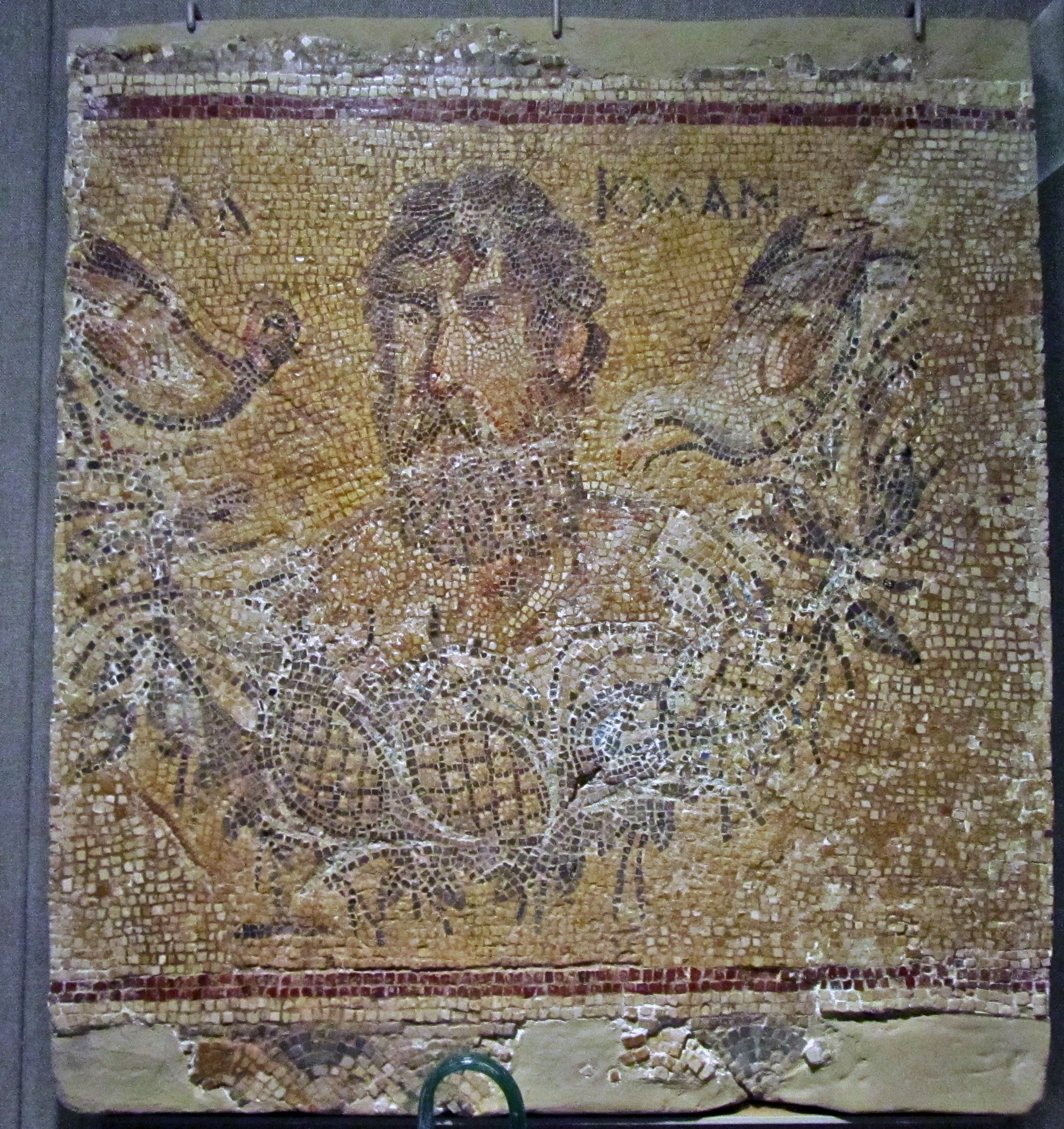
Il poeta Alcmane di Sardi in un mosaico da Gerasa (Giordania)

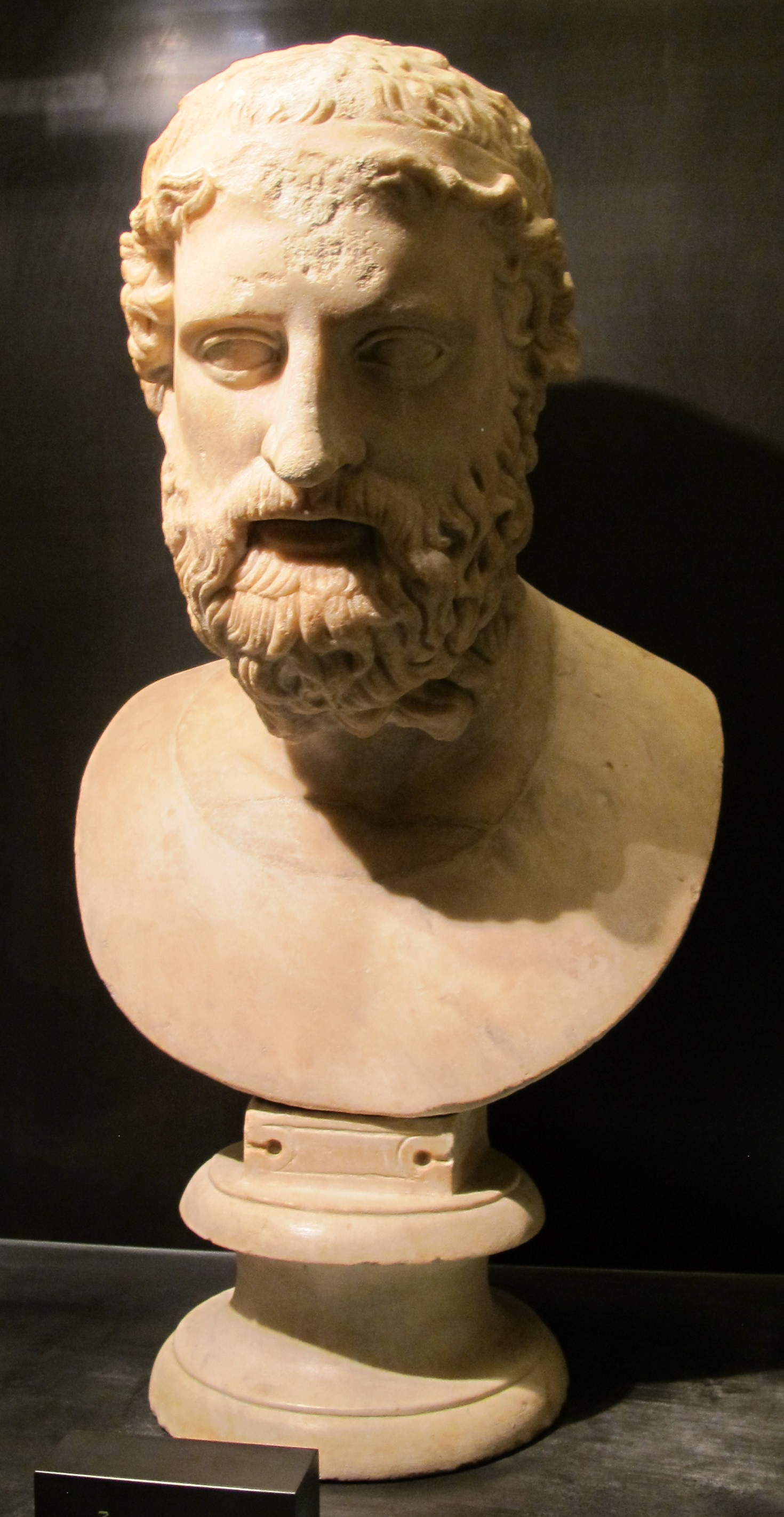
Testa di Anacreonte, scultura romana del II sec. d.C.

- Muore il tenero Adone (La vecchiaia)
- Quale dolce mela
- Fanciullezza
- Ho una bella fanciulla

Alceo
- Decima Musa
- Alla foce dell'Ebro
- Ai Dioscuri
- Sul capo che ha molto sofferto
- Ma d'intrecciate corolle
- Solo il cardo è in fiore
- Perché aspettare le lucerne?
- Io già sento primavera
- La conchiglia marina
- Già sulle rive dello Xanto

Erinna
- Lamento a Bauci
- Sul sepolcro di Bauci in Telos
- Voce dell'Urna
- Voce di Bauci

Anacreonte
- La ragazza di Lesbo
- Inverno
- Il molle Eros desidero cantare
- Timore dell'Ade (La vecchiaia)
- Eros pugile
- Il vecchio Artemone
- L'amata cetra
- Vento
- Marte risparmia i vili
- A un giovane morto per la patria

Alcmane
- Partenio del Louvre
- Dormono le cime dei monti (Notturno)
- Il canto delle pernici
- Il cerilo e le alcioni

Stesicoro
- A me non da quiete (dalla Gerioneide)

Ibico
- Eros: come il vento del nord rosso di fulmini
- Nuovamente Eros
- Eurialo
- Albero in riva al fiume
- Lo stellato
- I mirti e le viole

Simonide di Ceo
- Per i morti delle Termopili
- Lamento di Danae

Mimnermo
- I doni di Afrodite aurea
- Uomini e foglie (Al modo delle foglie)

Archiloco
- Con una fronda di mirto
- All'amico di un tempo

Teognide
- L'urlo della gru
- Il sigillo del poeta

Praxilla
- Lascio la luce bellissima del sole
- Tu appari come vergine nel volto

Licofronide
- Né le fanciulle ornate d'oro
- Ad Artemide

Di Ione di Chio si ha La stella mattutina, di Licimnio, Acheronte, E il sonno che prendeva diletto, di Melanippide Le Danaidi, e di Ibria Per me è grande ricchezza la lancia.

## Analisi critica
Con questo volume, Quasimodo iniziò la carriera di traduttore; l'opera si pone, altresì, come nuova interpretazione dei testi greci nel moderno linguaggio poetico, portato in auge nel Novecento dagli "ermetici". Luciano Anceschi disse di Quasimodo che riuscì a piegare per la prima volta la parola poetica contemporanea all'interpretazione dei classici, e specie dei lirici greci. La nuova creazione congiunge la lirica antica a quella moderna, e al tempo stesso conferisce al linguaggio poetico moderno un'icasticità "classica"; per assicurare il canto cioè la resa poetica, Quasimodo studiò la traduzione ed elaborò la stessa in metri, usando parole moderne dall'intenso valore poetico, che egli considerava "equiliriche".
Quasimodo dunque ricreò il mondo della lirica greca arcaica con i temi del vino, dell'eros, del gioco, della natura, dell'invettiva (giambo) della politica, della disperazione per il tempo che scorre, il dolore e il terrore della morte, c'è l'universo poetico compiuto, che ruota attorno a personaggi inserendoli nelle coordinate credibili e genuine. Per la resa "poetica" moderna della traduzione dal greco, si fa l'esempio di Tramontata è la luna, poesia che unisce 5 frammenti di Saffo, mentre nel fr. 52 il traduttore tenta di imitare il testo originale, se non altro dal punto di vista retorico; la lirica saffica contiene un'allitterazione in -μι (μήτ'έμοιμέλιμήτεμέλισσα), che Quasimodo rende con l'allitterazione in nasale, ma che non regge il confronto con l'originale: «ma a me non ape, non miele».
Nella stessa poesia, nel fr. 94, che nella ricostruzione del traduttore corrisponde alla prima strofe, Quasimodo rende il secondo e il quarto verso con degli endecasillabi, rifacendosi alla lunghezza della strofe saffica. Il secondo e il quarto verso sembrano rispondere sintatticamente rispettivamente al primo e al terzo, e la compiutezza in metro endecasillabo segna con la sua solennità, evidenziata anche dalla punteggiatura, la compiutezza conclusiva della risposta: «Tramontata è la luna / e le Pleiadi a mezzo della notte; / anche giovinezza già dilegua, / e ora nel mio letto resto sola».
La poesia italiana della cerchia di Quasimodo non dispone della stessa ricchezza metrica che aveva la lirica monodica del VI secolo a.C., per la quale la musica e il ritmo avevano un'importanza fondamentale, rispetto alla poesia moderna. Nella traduzione, l'endecasillabo può rappresentare una soluzione valida, sia perché il metro più classico e più diffuso nella poesia italiana è questo, sia perché fu usato anche nella metrica greca, nell'ambito della strofe saffica (tre endecasillabi saffici e un adonio, ovvero il metro di cinque sillabe composto da un dattilo, seguito da uno spondeo e un trocheo), sia alcaica; e perché infine, ad utilizzare la strofe saffica, furono gli esponenti della lirica arcaica, appunto Alceo suo conterraneo. Nella poesia Invito all'Erano di Saffo, Quasimodo ricorre a delle strofe che si avvicinano alle saffiche, pur senza rispettarne il modello di fondo, le quattro strofe di cui consta la traduzione sono composte da endecasillabi, e due di esse terminano con un quinario, che coincide con lo schema accentuativo dell'adonio.
Nei versi finali de Solo il cardo è in fiore di Alceo, Quasimodo opera una metatesi tra le ultime parole della lirica, rendendo il teso originale con «ora che Sirio / il capo dissecca e le ginocchia»; in Voglio cantare il molle Eros ultimo verso di Quasimodo, egli opera una nuova invenzione, il testo anacreontico «όδεκαί θεῶνδυναστής, όδεκαι βρτούς δαμάζει» diviene «Eros che domina gli uomini, signore degli Dei»; sembra che Quasimodo abbia voluto rendere per Anacreonte un climax ascendente per enfatizzare la potenza di Eros, ritraendolo dapprima come dominatore di uomini, e dopo, con maggiore enfasi per la seconda posizione, signore degli dei per i suoi poteri d'amore.
Nel 1945 il poeta aveva affermato, quanto a Saffo, che non aveva aggiunto un aggettivo negli spazi bianchi dei frammenti, mai una pausa o una sillabazione, nel rispetto delle intenzioni d'autore, anche se alla fine, confrontando il testo greco originale, Quasimodo per rendere poeticamente la melodia in italiano, operò dei cambiamenti, se non nella sostanza, nella forma.

## Edizioni
- Salvatore Quasimodo (a cura di), Lirici greci. Testo greco a fronte, introduzione di Giuseppe Conte, Milano, Mondadori, 2018, ISBN 978-88-04-68960-7.